# Johannes Petri Ungius

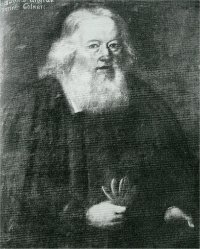
Johannes Petri Ungius

Johannes Petri Ungius (* 1570 in Hultsjö; † 1617 in Kalmar) war ein Superintendent der Schwedischen Kirche.
Ungius wurde als Sohn des Hofpredigers und Pfarrers der Kirchengemeinde Hultsjö in Jönköpings län, Petrus Petri Ungius, geboren. Nachdem er die Schule in Växjö besucht hatte, studierte er 1590 an der Universität Greifswald und setzte dann 1593 sein Studium an der Universität Wittenberg fort. 1595 erwarb er den Magister der Philosophie.
Ungius kehrte nach Schweden zurück und wurde 1597 Rektor und 1603 Dompropst in Växjö. 1607 wurde er zum Superintendenten von Kalmar ernannt. Anlässlich der Krönung Gustav II. Adolf im Jahr 1617 weilte Ungius in Stockholm und litt plötzlich unter Schüttelfrost. Er erkrankte schwer und starb in Kalmar. Ungius wurde in der alten Stadtkirche beigesetzt. Die Leichenpredigt hielt der Växjöer Bischof Petrus Jonae Angermannus.